# Wahl zum Abgeordnetenhaus von Berlin 2011
- Linke: 19
- SPD: 47
- Grüne: 29
- Piraten: 15
- CDU: 39

Die Wahl zum Abgeordnetenhaus von Berlin in der 17. Wahlperiode fand am 18. September 2011 statt. Dabei wurden in Berlin das Abgeordnetenhaus und die Bezirksverordnetenversammlungen neu gewählt. Wahlberechtigt bei der Abgeordnetenhauswahl waren alle Deutschen, die am Tag der Wahl mindestens 18 Jahre alt waren und seit mindestens drei Monaten ununterbrochen ihren Wohnsitz in Berlin hatten. Für die Wahl zu den Bezirksverordnetenversammlungen waren diejenigen Deutschen und EU-Bürger wahlberechtigt, die das 16. Lebensjahr vollendet und seit mindestens drei Monaten ununterbrochen ihren Wohnsitz in Berlin hatten.
Die SPD unter dem Regierenden Bürgermeister Klaus Wowereit behauptete sich trotz Verlusten als stärkste Partei. Da Die Linke ebenfalls an Stimmen verlor, konnte das Regierungsbündnis dieser beiden Parteien, das seit 2002 bestanden hatte, nicht fortgesetzt werden. Die CDU konnte ihr Ergebnis leicht ausbauen und sich vor den erstarkten Grünen als zweitstärkste Partei behaupten. Die FDP blieb mit 1,8 Prozent deutlich unterhalb der Fünf-Prozent-Hürde und verpasste damit den Wiedereinzug ins Abgeordnetenhaus. Den größten Stimmenzugewinn erreichte die erstmals angetretene Piratenpartei mit 8,9 Prozent, was ihr den erstmaligen Einzug in ein deutsches Landesparlament ermöglichte.

## Wahlvorschläge

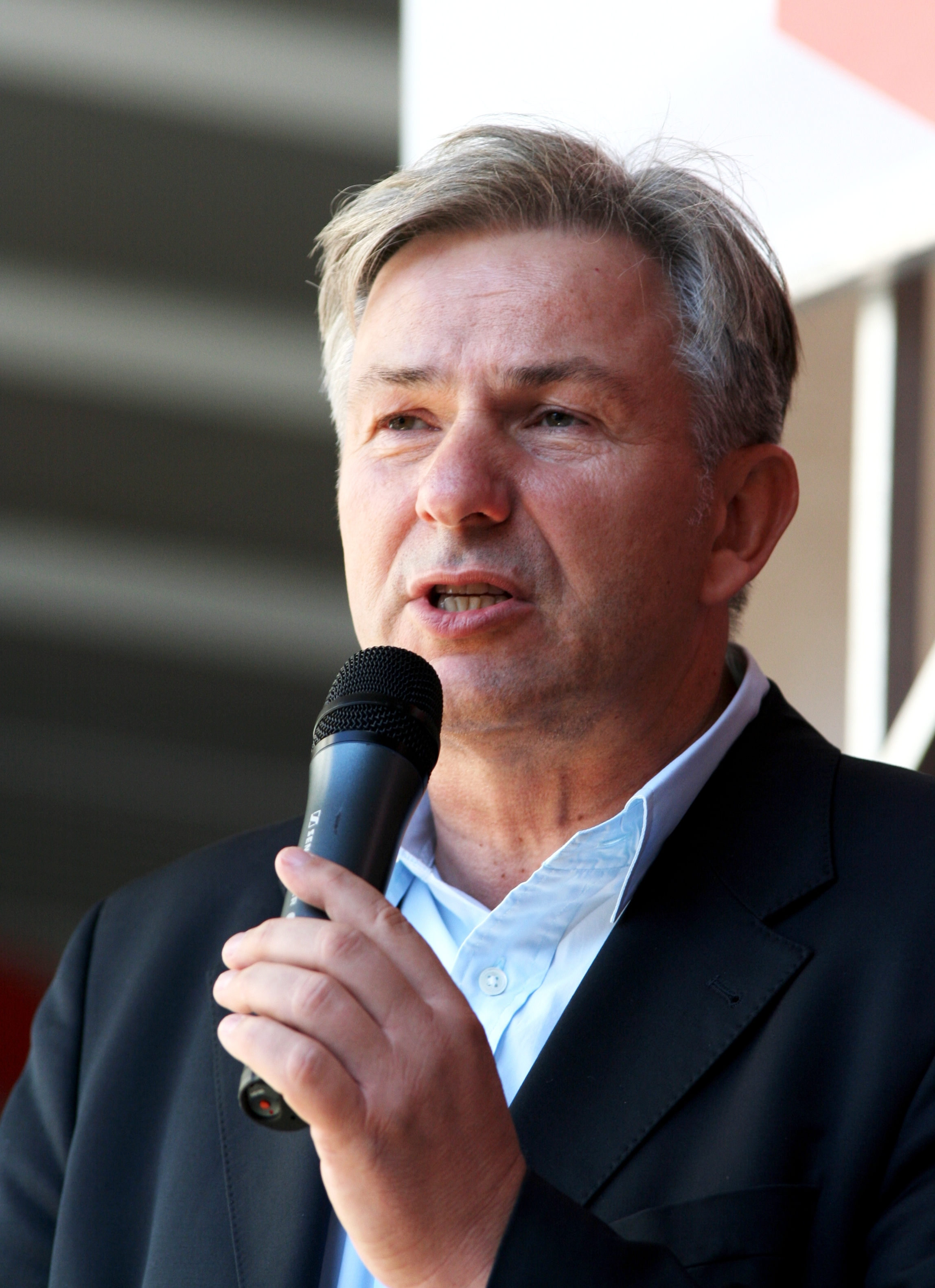
Spitzenkandidat der Berliner SPD: Klaus Wowereit, Regierender Bürgermeister
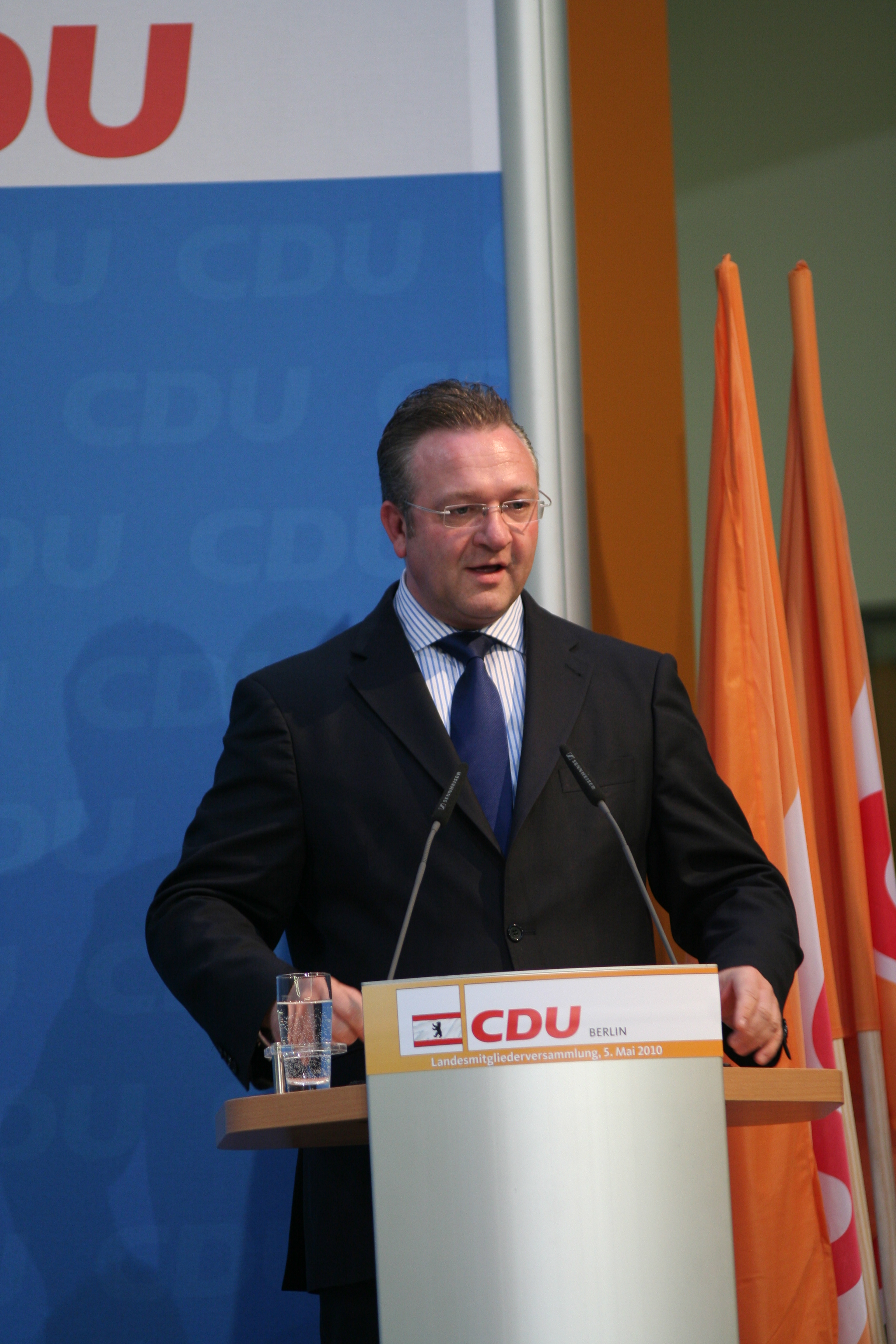
Spitzenkandidat der Berliner CDU: Frank Henkel
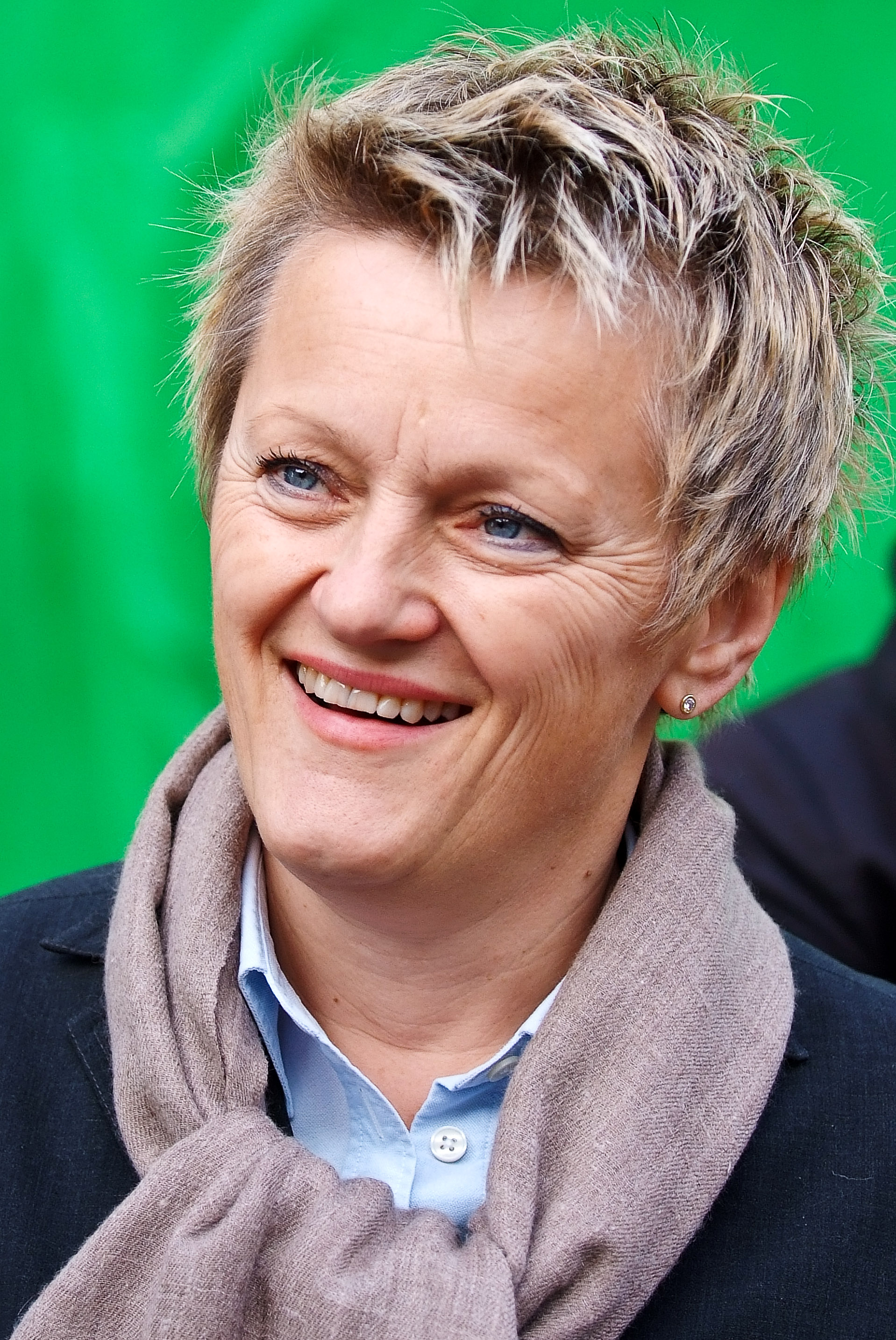
Spitzenkandidatin der Berliner Grünen: Renate Künast
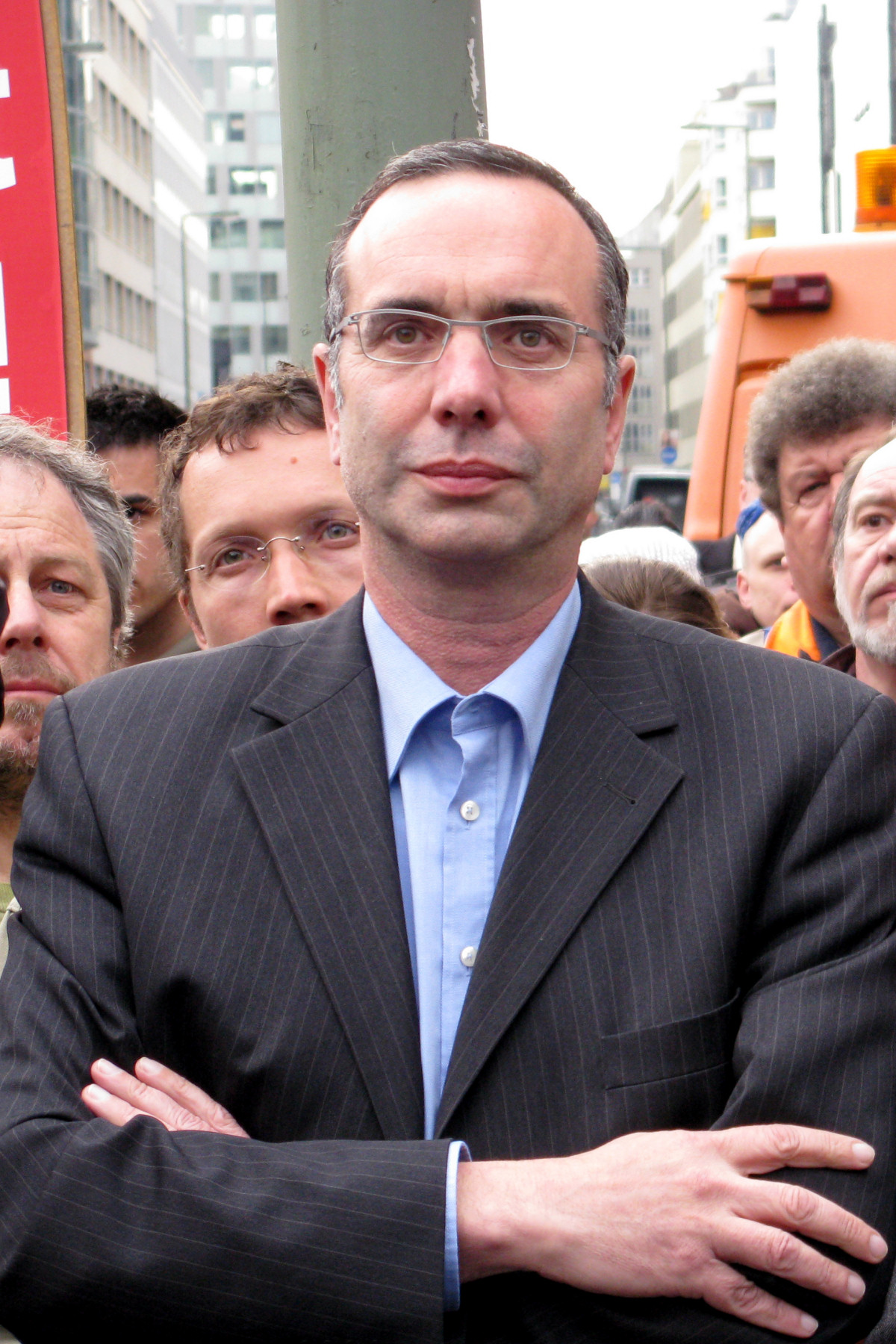
Spitzenkandidat der Berliner Linken: Harald Wolf
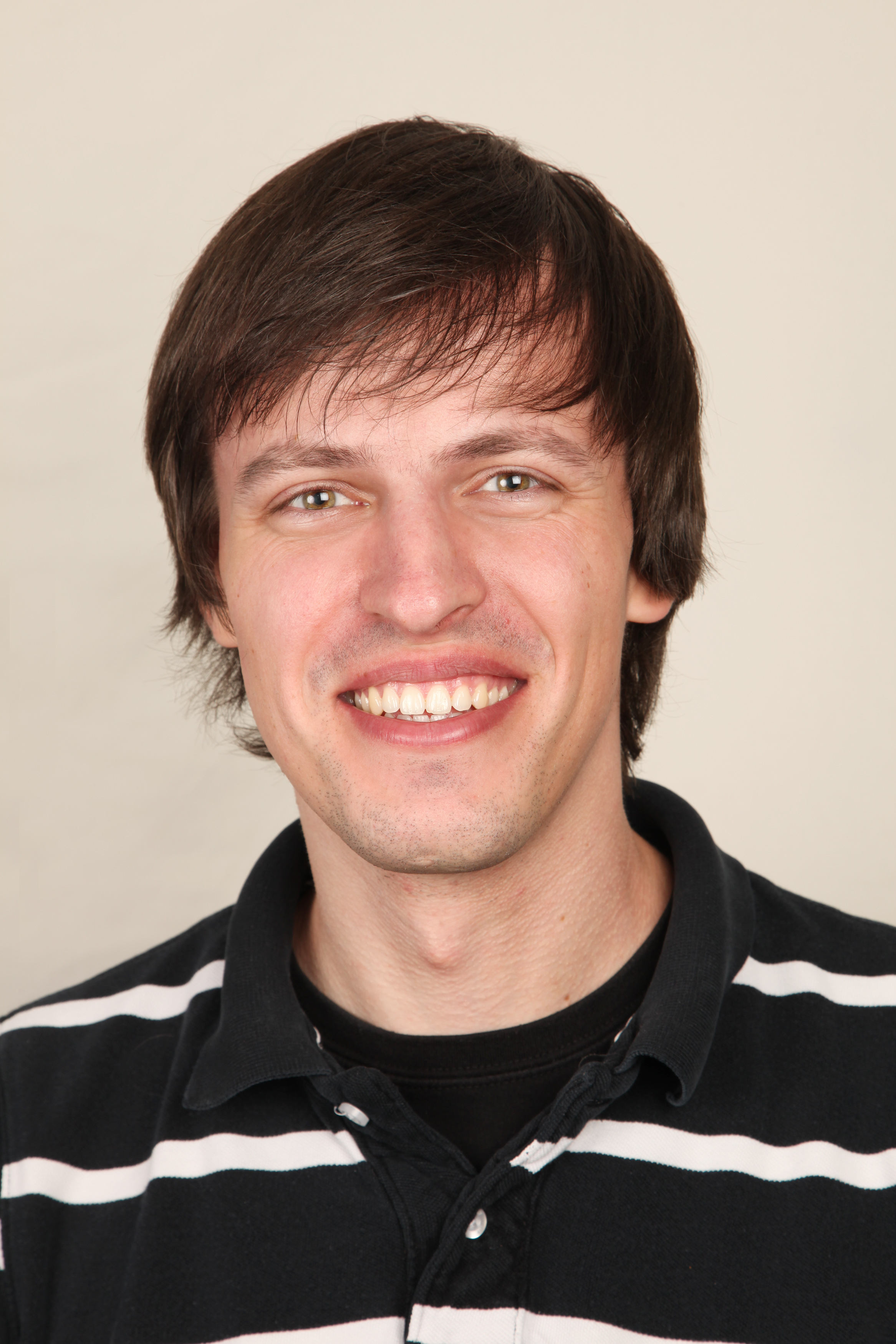
Spitzenkandidat der Berliner Piraten: Andreas Baum

22 Parteien hatten Wahlvorschläge eingereicht und wurden zur Wahl zugelassen. Die Entscheidung über die Zulassung der Wahlvorschläge fällte der Landeswahlausschuss am 22. Juli 2011. Zur Zulassung der Wahlvorschläge waren für Landeslisten 2200 Unterstützerunterschriften vorzulegen; die Bundestagsparteien CDU, SPD, FDP, Linke, Grüne waren davon ausgenommen, da sie bereits im Berliner Parlament vertreten waren. Landesweit traten 18 Parteien an, davon SPD, CDU und FDP mit landesweiten Bezirkslisten; vier Parteien traten nur in einzelnen Bezirken an:
Erklärung der Liste: Die Zahl in Klammern ist die einheitliche Nummernfolge der Wahlvorschläge auf den Stimmzetteln. Die nachstehenden Personen in Klammern stellen deren Spitzenkandidaten dar.
1. 0(1.) SPD – Sozialdemokratische Partei Deutschlands (Klaus Wowereit)[7]
2. 0(2.) CDU – Christlich Demokratische Union Deutschlands (Frank Henkel)
3. 0(3.) GRÜNE – Bündnis 90/Die Grünen (Renate Künast)[7]
4. 0(4.) DIE LINKE – Die Linke (Harald Wolf)
5. 0(5.) FDP – Freie Demokratische Partei (Christoph Meyer)
6. 0(6.) NPD – Nationaldemokratische Partei Deutschlands (Udo Voigt)
7. 0(7.) Tierschutzpartei – Partei Mensch Umwelt Tierschutz (Sabrina Bacholke)
8. 0(9.) BüSo – Bürgerrechtsbewegung Solidarität (Stefan Tolksdorf)
9. (10.) ödp – Ökologisch-Demokratische Partei[8] (Christian Schantz)
10. (11.) PSG – Partei für Soziale Gleichheit (Ulrich Rippert)[9]
11. (13.) Die PARTEI – Partei für Arbeit, Rechtsstaat, Tierschutz, Elitenförderung und basisdemokratische Initiative (Martin Sonneborn)[10]
12. (15.) BIG – Bündnis für Innovation und Gerechtigkeit[11] (Ismet Mısırlıoğlu)
13. (17.) pro Deutschland – Bürgerbewegung pro Deutschland (Manfred Rouhs)[12]
14. (18.) DIE FREIHEIT – Bürgerrechtspartei für mehr Freiheit und Demokratie – Die Freiheit (René Stadtkewitz)[13]
15. (19.) ddp – Deutsche Demokratische Partei[14] (Wolfgang Rogalski)[15]
16. (20.) DKP – Deutsche Kommunistische Partei (Rainer Perschewski)[16]
17. (21.) Deutsche Konservative – Deutsche Konservative Partei (Andreas Corinth)[17]
18. (26.) PIRATEN – Piratenpartei Deutschland (Andreas Baum)[18]

Vier Parteien traten nur in einzelnen Bezirken an:
1. 0(8.) APPD – Anarchistische Pogo-Partei Deutschlands
2. (14.) B – Bergpartei, die Überpartei
3. (22.) FAMILIE – Familien-Partei Deutschlands[19]
4. (27) UNABHÄNGIGE – Unabhängige für bürgernahe Demokratie

Wahlvorschläge für einzelne Wahlkreise kamen von den Parteien (12.) Demokratische Linke, (16.) Bürgerbestimmtes Berlin, (23.) Freie Union, (24.) Freie Wähler, (25.) Freie Wähler Deutschland und der (42.) Partei soziale Mitte Deutschland. Des Weiteren traten sieben (28.–34.) Einzelbewerber an. Die Nummern 35.–41. entfielen auf Wahlvorschläge für die gleichzeitig stattfindenden Wahlen zu den Bezirksverordnetenversammlungen.
Ursprünglich hatten 37 Vereinigungen die Teilnahme an der Wahl angezeigt. 34 wurden als Parteien anerkannt. Von diesen verzichteten zwölf auf die Einreichung von Wahlvorschlägen für eine Landesliste oder Bezirksliste.

## Wahlkreiseinteilung
Zur Wahl am 18. September 2011 konnten in 100 Urnenstimmbezirken sowie 27 Briefwahlbezirken die Stimmen abgegeben werden.
78 der 130 Abgeordneten wurden mit der Erststimme direkt gewählt. Gegenüber der alten Wahlkreiseinteilung aus dem Jahre 2006 verlor der Bezirk Marzahn-Hellersdorf einen Wahlkreis, während der Bezirk Friedrichshain-Kreuzberg einen Wahlkreis hinzugewann. Grenzänderungen gab es außerdem bei den acht Wahlkreisen von Tempelhof-Schöneberg und bei den Wahlkreisen 2, 3 und 4 von Treptow-Köpenick.

## Ausgangssituation
Seit 2002 regierte in Berlin eine rot-rote Koalition unter Klaus Wowereit. Die SPD verfügte über 53 Mandate, der Koalitionspartner Die Linke.PDS über 23 Mandate. Die Linke.PDS fusionierte während der Legislaturperiode mit der WASG zur Partei Die Linke. Daneben waren im Abgeordnetenhaus die CDU mit 37 Mandaten, die Grünen mit 23 Mandaten und die FDP mit 13 Mandaten vertreten.
Vor der Abgeordnetenhauswahl im September 2011 fanden eine Reihe von Landtagswahlen statt: die Bürgerschaftswahl in Hamburg (20. Februar), die Landtagswahlen in Sachsen-Anhalt (20. März), in Baden-Württemberg und in Rheinland-Pfalz (27. März), die Bürgerschaftswahl in Bremen (22. Mai) sowie nur zwei Wochen vor der Wahl die Landtagswahl in Mecklenburg-Vorpommern am 4. September.

### Wahlergebnisse in Berlin seit 2006
Aufgeführt sind alle Parteien, die bei einer der letzten Wahlen seit 2006 mindestens 1,0 % auf Landesebene erreichten und zur Wahl 2011 landesweit antraten.
| Partei           | Abgeordnetenhauswahl 17. Sept. 2006 | Europawahl 7. Juni 2009 | Bundestagswahl 27. Sept. 2009 |
| ---------------- | ----------------------------------- | ----------------------- | ----------------------------- |
| SPD              | 30,8 %                              | 18,8 %                  | 20,2 %                        |
| CDU              | 21,3 %                              | 24,3 %                  | 22,8 %                        |
| GRÜNE            | 13,1 %                              | 23,6 %                  | 17,4 %                        |
| Die Linke        | PDS 13,4 %, WASG 2,9 %              | 14,7 %                  | 20,2 %                        |
| FDP              | 7,6 %                               | 8,7 %                   | 11,5 %                        |
| PIRATEN          | —                                   | 1,4 %                   | 3,4 %                         |
| NPD              | 2,6 %                               | —                       | 1,6 %                         |
| Tierschutzpartei | 0,8 %                               | 1,4 %                   | 1,4 %                         |

## Stimmzettel
Für jeden der 78 Wahlkreise gibt es einen weißen Stimmzettel für die Erststimmen. Für die Zweitstimmen gibt es zwölf Stimmzettel mit blauem Rand, einen für jeden Bezirk. Die ehemals farbigen Stimmzettel wurden neu gestaltet, damit Menschen mit Sehbehinderung diese besser erkennen können und so ohne fremde Hilfe ihre Stimme abgeben können. Jetzt ist der Hintergrund weiß und der Zettel hat einen farbigen Rand. Blinde und Menschen mit starker Sehbehinderung können eine Stimmzettelschablone nutzen und so auch ohne fremde Hilfe wählen.

## Wahlumfragen
Die sogenannte „Sonntagsfrage“, welche Partei die Berliner bei einer Abgeordnetenhauswahl am kommenden Sonntag wählen würden, wurden den entsprechenden Umfrageinstituten wie folgt beantwortet:
| Institut                | Datum      | SPD    | CDU    | LINKE  | GRÜNE  | FDP    | PIRATEN | Andere | „Rechte“ |
| ----------------------- | ---------- | ------ | ------ | ------ | ------ | ------ | ------- | ------ | -------- |
| Info GmbH               | 15.09.2011 | 31 %   | 22 %   | 12 %   | 18 %   | 02 %   | 09 %    | 03 %   | NPD 3 %  |
| Forschungsgruppe Wahlen | 09.09.2011 | 32 %   | 21 %   | 11 %   | 19,5 % | 03 %   | 05,5 %  | 08 %   | 08 %     |
| Infratest dimap         | 08.09.2011 | 29,5 % | 22 %   | 11 %   | 20 %   | 03 %   | 06,5 %  | 08 %   | 08 %     |
| Emnid                   | 04.09.2011 | 32 %   | 23 %   | 11 %   | 20 %   | 04 %   | 04 %    | 06 %   | 06 %     |
| Forsa                   | 02.09.2011 | 32 %   | 21 %   | 11 %   | 19 %   | 04 %   | 05 %    | 08 %   | 08 %     |
| Infratest dimap         | 30.08.2011 | 30 %   | 22 %   | 11 %   | 22 %   | 03 %   | 04,5 %  | 07,5 % | 07,5 %   |
| Emnid                   | 30.08.2011 | 33 %   | 24 %   | 11 %   | 19 %   | 05 %   | 04 %    | 04 %   | NPD 1 %  |
| Forschungsgruppe Wahlen | 26.08.2011 | 33 %   | 20,5 % | 10,5 % | 20,5 % | 03,5 % | 04,5 %  | 04,5 % | NPD 3 %  |
| Info GmbH               | 18.08.2011 | 36 %   | 23 %   | 08 %   | 22 %   | 02 %   | 04,5 %  | 04 %   | 1 %      |
| Infratest dimap         | 10.08.2011 | 31 %   | 22 %   | 12 %   | 22 %   | 04 %   | 03 %    | 9 %    | 9 %      |
| Forsa                   | 31.07.2011 | 30 %   | 19 %   | 13 %   | 24 %   | 03 %   | 11 %    | 11 %   | 11 %     |
| Info GmbH               | 21.07.2011 | 29 %   | 21 %   | 13 %   | 26 %   | 02 %   | 7 %     | 7 %    | 2 %      |
| Emnid                   | 17.07.2011 | 32 %   | 21 %   | 14 %   | 22 %   | 03 %   | 08 %    | 08 %   | 08 %     |
| Infratest dimap         | 06.07.2011 | 29 %   | 23 %   | 14 %   | 23 %   | 03 %   | 07 %    | 07 %   | 07 %     |
| Forsa                   | 04.07.2011 | 31 %   | 18 %   | 11 %   | 27 %   | 03 %   | 10 %    | 10 %   | 10 %     |
| Info GmbH               | 18.06.2011 | 33 %   | 17 %   | 12 %   | 29 %   | 03 %   | 5 %     | 5 %    | 1 %      |
| Infratest dimap         | 08.06.2011 | 30 %   | 21 %   | 12 %   | 25 %   | 04 %   | 08 %    | 08 %   | 08 %     |
| Forsa                   | 29.05.2011 | 31 %   | 17 %   | 10 %   | 27 %   | 03 %   | 12 %    | 12 %   | 12 %     |
| Info GmbH               | 21.05.2011 | 28 %   | 20 %   | 11 %   | 31 %   | 02 %   | 7 %     | 7 %    | 3 %      |
| Infratest dimap         | 11.05.2011 | 29 %   | 21 %   | 13 %   | 26 %   | 03 %   | 08 %    | 08 %   | 08 %     |
| Forsa                   | 01.05.2011 | 29 %   | 18 %   | 10 %   | 29 %   | 02 %   | 12 %    | 12 %   | 12 %     |
| Info GmbH               | 24.04.2011 | 27 %   | 20 %   | 13 %   | 30 %   | 03 %   | 07 %    | 07 %   | 07 %     |
| Emnid                   | 10.04.2011 | 27 %   | 20 %   | 14 %   | 29 %   | 03 %   | 07 %    | 07 %   | 07 %     |
| Infratest dimap         | 06.04.2011 | 26 %   | 21 %   | 15 %   | 28 %   | 03 %   | 07 %    | 07 %   | 07 %     |
| Info GmbH               | 31.03.2011 | 32 %   | 19 %   | 11 %   | 29 %   | 03 %   | 06 %    | 06 %   | 06 %     |
| Forsa                   | 26.03.2011 | 29 %   | 19 %   | 13 %   | 24 %   | 03 %   | 12 %    | 12 %   | 12 %     |
| Info GmbH               | 06.03.2011 | 30 %   | 20 %   | 12 %   | 22 %   | 04 %   | 9,3 %   | 9,3 %  | 2,4 %    |
| Forsa                   | 25.02.2011 | 30 %   | 18 %   | 13 %   | 23 %   | 04 %   | 12 %    | 12 %   | 12 %     |
| Infratest dimap         | 16.02.2011 | 28 %   | 23 %   | 16 %   | 23 %   | 03 %   | 07 %    | 07 %   | 07 %     |
| Forsa                   | 15.01.2011 | 28 %   | 19 %   | 14 %   | 24 %   | 03 %   | 12 %    | 12 %   | 12 %     |
| Infratest dimap         | 10.01.2011 | 29 %   | 20 %   | 17 %   | 25 %   | 04 %   | 05 %    | 05 %   | 05 %     |
| Forsa                   | 18.12.2010 | 27 %   | 19 %   | 15 %   | 25 %   | 04 %   | 10 %    | 10 %   | 10 %     |
| Infratest dimap         | 08.12.2010 | 27 %   | 21 %   | 17 %   | 27 %   | 03 %   | 05 %    | 05 %   | 05 %     |
| Forsa                   | 27.11.2010 | 26 %   | 18 %   | 16 %   | 28 %   | 03 %   | 09 %    | 09 %   | 09 %     |
| Forsa                   | 01.11.2010 | 27 %   | 17 %   | 14 %   | 29 %   | 03 %   | 10 %    | 10 %   | 10 %     |
| Infratest dimap         | 27.10.2010 | 22 %   | 20 %   | 17 %   | 30 %   | 03 %   | 08 %    | 08 %   | 08 %     |
| Forsa                   | 01.10.2010 | 26 %   | 16 %   | 15 %   | 30 %   | 03 %   | 10 %    | 10 %   | 10 %     |
| Emnid                   | 13.09.2010 | 28 %   | 19 %   | 15 %   | 25 %   | 04 %   | 09 %    | 09 %   | 09 %     |
| Infratest dimap         | 08.09.2010 | 24 %   | 22 %   | 16 %   | 28 %   | 04 %   | 06 %    | 06 %   | 06 %     |

## Wahlergebnis
| Listen                                 | Listen                | Erststimmen | Erststimmen | Erststimmen | Zweitstimmen | Zweitstimmen | Zweitstimmen | Mandate Gesamt |
| Listen                                 | Listen                | Stimmen     | %           | Mandate     | Stimmen      | %            | Mandate      | Mandate Gesamt |
| -------------------------------------- | --------------------- | ----------- | ----------- | ----------- | ------------ | ------------ | ------------ | -------------- |
|                                        | SPD                   | 453.768     | 31,2        | 33          | 413.332      | 28,3         | 14           | 47             |
|                                        | CDU                   | 371.201     | 25,6        | 25          | 341.158      | 23,3         | 14           | 39             |
|                                        | GRÜNE                 | 266.511     | 18,3        | 11          | 257.063      | 17,6         | 18           | 29             |
|                                        | DIE LINKE             | 183.452     | 12,6        | 9           | 171.050      | 11,7         | 10           | 19             |
|                                        | PIRATEN               | 73.333      | 5,0         | –           | 130.105      | 8,9          | 15           | 15             |
|                                        | NPD                   | 13.074      | 0,9         | –           | 31.241       | 2,1          | –            | –              |
|                                        | FDP                   | 20.842      | 1,4         | –           | 26.943       | 1,8          | –            | –              |
|                                        | Tierschutzpartei      | 277         | 0,0         | –           | 21.654       | 1,5          | –            | –              |
|                                        | pro Deutschland       | 37.467      | 2,6         | –           | 17.838       | 1,2          | –            | –              |
|                                        | DIE FREIHEIT          | 10.527      | 0,7         | –           | 14.073       | 1,0          | –            | –              |
|                                        | Die PARTEI            | 6.680       | 0,5         | –           | 12.861       | 0,9          | –            | –              |
|                                        | BIG                   | 4.879       | 0,3         | –           | 8.012        | 0,5          | –            | –              |
|                                        | DKP                   | 96          | 0,0         | –           | 3.618        | 0,2          | –            | –              |
|                                        | Deutsche Konservative | 608         | 0,0         | –           | 2.332        | 0,2          | –            | –              |
|                                        | ödp                   | 74          | 0,0         | –           | 1.940        | 0,1          | –            | –              |
|                                        | PSG                   | –           | –           | –           | 1.690        | 0,1          | –            | –              |
|                                        | BüSo                  | 1.860       | 0,1         | –           | 1.676        | 0,1          | –            | –              |
|                                        | FAMILIE               | 646         | 0,0         | –           | 1.421        | 0,1          | –            | –              |
|                                        | ddp                   | 220         | 0,0         | –           | 1.272        | 0,1          | –            | –              |
|                                        | UNABHÄNGIGE           | 1.220       | 0,1         | –           | 834          | 0,1          | –            | –              |
|                                        | B                     | 1.213       | 0,1         | –           | 671          | 0,0          | –            | –              |
|                                        | APPD                  | 155         | 0,0         | –           | 401          | 0,0          | –            | –              |
|                                        | BÜRGERBESTIMMT        | 1.337       | 0,1         | –           | –            | –            | –            | –              |
|                                        | Freie Wähler          | 210         | 0,0         | –           | –            | –            | –            | –              |
|                                        | PsMD                  | 189         | 0,0         | –           | –            | –            | –            | –              |
|                                        | Freie Union           | 71          | 0,0         | –           | –            | –            | –            | –              |
|                                        | DL                    | 61          | 0,0         | –           | –            | –            | –            | –              |
|                                        | FWD                   | 39          | 0,0         | –           | –            | –            | –            | –              |
|                                        | Einzelbewerber        | 2.420       | 0,2         | –           | –            | –            | –            | –              |
| Gesamt                                 | Gesamt                | 1.452.430   | 100         | 78          | 1.461.185    | 100          | 71           | 149            |
|                                        |                       |             |             |             |              |              |              |                |
| Ungültige Stimmen                      | Ungültige Stimmen     | 31.515      | 2,1         |             | 23.992       | 1,6          |              |                |
| Abgegebene Stimmen                     | Abgegebene Stimmen    | 1.483.945   | –           |             | 1.485.177    | –            |              |                |
| Ausgefallene Stimmen                   | Ausgefallene Stimmen  | 3.542       | 0,2         |             | 2.310        | 0,2          |              |                |
| Wähler                                 | Wähler                | 1.487.487   | 60,2        |             | 1.487.487    | 60,2         |              |                |
| Wahlberechtigte                        | Wahlberechtigte       | 2.469.716   |             |             | 2.469.716    |              |              |                |
|                                        |                       |             |             |             |              |              |              |                |
| Quelle: Bericht der Landeswahlleiterin |                       |             |             |             |              |              |              |                |

Wegen einer Zählpanne im Bezirk Lichtenberg (Wahlkreis 1) mussten die Stimmen dort neu ausgezählt werden; dadurch verloren SPD, Grüne und Linke je ein Mandat. Die Tabellen zeigen das endgültige Wahlergebnis. Dem Wahlergebnis ist neben den Gewinnen und Verlusten der einzelnen Parteien hinzuzufügen, dass sich die Unterschiede der Wahlergebnisse in den ehemaligen Stadthälften West und Ost wie bereits bei der vorherigen Wahl weiter verringert haben, auch wenn sie immer noch deutlich vorhanden sind.
| -2                                                                                         | Berlin (insgesamt)         | 60,2 % | 28,3 % | 23,3 % | 17,6 % | 11,7 % | 08,9 % | 10,2 % | 02,1 % | 01,8 % |
| 0                                                                                          | Berlin – West              | 62,0 % | 27,9 % | 29,5 % | 20,3 % | 04,3 % | 08,1 % | 09,9 % | 01,6 % | 02,3 % |
| -1                                                                                         | Berlin – Ost               | 57,8 % | 28,8 % | 14,2 % | 13,5 % | 22,7 % | 10,1 % | 10,7 % | 02,9 % | 01,2 % |
| 1                                                                                          | Mitte                      | 55,9 % | 28,7 % | 17,9 % | 22,5 % | 11,0 % | 10,5 % | 09,4 % | 01,4 % | 01,7 % |
| 2                                                                                          | Friedrichshain-Kreuzberg   | 62,2 % | 23,9 % | 08,4 % | 30,3 % | 13,0 % | 14,7 % | 09,7 % | 01,0 % | 01,0 % |
| 3                                                                                          | Pankow                     | 60,8 % | 29,1 % | 13,8 % | 19,1 % | 17,9 % | 10,5 % | 09,6 % | 02,0 % | 01,3 % |
| 4                                                                                          | Charlottenburg-Wilmersdorf | 65,1 % | 31,2 % | 28,2 % | 21,7 % | 03,6 % | 07,0 % | 08,3 % | 00,8 % | 03,0 % |
| 5                                                                                          | Spandau                    | 58,0 % | 31,7 % | 34,2 % | 12,5 % | 03,7 % | 07,3 % | 10,6 % | 02,2 % | 02,1 % |
| 6                                                                                          | Steglitz-Zehlendorf        | 70,0 % | 25,1 % | 36,2 % | 21,1 % | 03,0 % | 06,4 % | 08,2 % | 01,0 % | 03,0 % |
| 7                                                                                          | Tempelhof-Schöneberg       | 64,1 % | 27,1 % | 28,9 % | 23,0 % | 04,0 % | 07,8 % | 09,2 % | 01,5 % | 02,0 % |
| 8                                                                                          | Neukölln                   | 57,2 % | 27,4 % | 26,7 % | 17,9 % | 05,6 % | 09,6 % | 12,8 % | 03,1 % | 01,8 % |
| 9                                                                                          | Treptow-Köpenick           | 60,9 % | 28,9 % | 15,9 % | 10,7 % | 23,0 % | 09,3 % | 12,2 % | 04,1 % | 01,2 % |
| 10                                                                                         | Marzahn-Hellersdorf        | 51,0 % | 28,2 % | 17,5 % | 05,6 % | 27,4 % | 08,8 % | 12,5 % | 04,0 % | 01,3 % |
| 11                                                                                         | Lichtenberg                | 53,5 % | 30,9 % | 12,3 % | 07,6 % | 29,0 % | 09,3 % | 10,9 % | 03,5 % | 00,9 % |
| 12                                                                                         | Reinickendorf              | 62,1 % | 28,1 % | 38,4 % | 13,6 % | 03,3 % | 06,7 % | 9,9 %  | 01,9 % | 02,3 % |
| Farben der Bezirksnummern: ehem. West-, ehem. Ost-, West/Ost-Fusionsbezirke, Gesamt-Berlin |                            |        |        |        |        |        |        |        |        |        |

### Wahlkarte

Mehrheiten in den Wahlkreisen

## Regierungsbildung
| Mögliche Koalition               | Sitze |
| -------------------------------- | ----- |
| Sitze gesamt                     | 149   |
| Absolute Mehrheit (ab 75 Sitzen) |       |
| SPD, CDU                         | 86    |
| SPD, Grüne                       | 76    |

Nach der Wahl führte die SPD zunächst Sondierungsgespräche mit den Grünen und der CDU. Diese führten dazu, dass Koalitionsverhandlungen mit den Grünen aufgenommen wurden, in denen bezüglich des Weiterbaus der Stadtautobahn A 100 keine Einigung erzielt werden konnte. In der Folge begannen Koalitionsverhandlungen mit der CDU.
Nach erfolgreichem Abschluss der Verhandlungen zur Bildung einer Großen Koalition wurde am 1. Dezember 2011 der Senat Wowereit IV vereidigt.

## Wahlanalyse

### SPD
Die regierende SPD blieb trotz leichter Verluste mit einem Stimmenanteil von 28,3 Prozent stärkste Kraft. Damit konnte ihr Spitzenkandidat Klaus Wowereit seine dritte Amtszeit als Regierender Bürgermeister antreten. Da jedoch die bisherige Koalition aus SPD und Linken ihre Mehrheit verloren hat, musste sich die SPD einen neuen Juniorpartner suchen. Am Wahlabend erwog die SPD hierfür sowohl die CDU als auch die Grünen. Nach Sondierungsgesprächen mit beiden Parteien entschied sich die SPD für Koalitionsverhandlungen mit den Grünen, die jedoch kurz nach Beginn wegen Uneinigkeiten über den Weiterbau der Bundesautobahn 100 abgebrochen wurden. Anschließend begann die SPD Koalitionsverhandlungen mit der CDU, die zur Bildung einer Großen Koalition führten.
Dass die SPD keine größeren Stimmenverluste hinnehmen musste, wurde vor allem auf die Beliebtheit von Wowereit zurückgeführt. Wowereit erreichte laut infratest dimap mit 60 Prozent den höchsten Zufriedenheitswert aller Spitzenkandidaten und laut Forschungsgruppe Wahlen sagten 67 Prozent aller Befragten, dass er seine Sache eher gut mache. 48 Prozent hielten ihn für den sympathischsten Kandidaten und 59 Prozent fanden, dass er besser zu Berlin passe als seine Mitbewerber. Auch bei den Fragen nach der Glaubwürdigkeit und dem größten Sachverstand erhielt er die höchsten Werte. 61 Prozent der Wahlberechtigten meinten, dass die SPD ohne Wowereit in Berlin keine Chance hätte. 69 Prozent sagten, dass Wowereit dafür gesorgt habe, dass Berlin wieder angesagt ist (Motto: "Arm aber sexy"). Bei einer Stichwahl des Regierenden Bürgermeisters hätte er laut infratest dimap mit 60 zu 28 Prozent klar gegen seinen Herausforderer Henkel (CDU) gewonnen. Gegen Künast (Grüne) hätte sich Wowereit mit 65 zu 23 Prozent noch deutlicher durchgesetzt. Auf die Frage der Forschungsgruppe Wahlen, wen die Berliner Wahlberechtigten lieber als Regierenden Bürgermeister hätten, nannten 49 Prozent Wowereit, 22 Prozent Henkel, 17 Prozent Künast und 12 Prozent einen anderen oder keinen Kandidaten.
Die Zufriedenheit mit der Partei selbst war in der Bevölkerung jedoch geringer. 61 Prozent sagten, dass in Berlin deshalb viele SPD wählten, weil es keine Alternative gebe und 59 Prozent meinten, dass es die SPD in ihrer zehnjährigen Regierungsarbeit nicht geschafft habe, die größten Probleme zu lösen. Dennoch erhielt die SPD von allen Parteien insgesamt die beste Bewertung (1,6 auf einer Skala von −5 bis +5) und eine Mehrheit von 54 Prozent stimmte zu, dass der Berliner Senat von der SPD geführt werden sollte. Bei den Themen Schule/Bildung, Arbeitsplätze, Wirtschaft, Soziales, Ausländerpolitik und Zukunft erhielt die SPD die höchste Kompetenz zugesprochen, beim Thema Finanzen lag sie gleichauf mit der CDU, wohingegen die CDU nur beim Thema Kriminalität einen höheren Wert erzielte als die SPD. Die SPD verlor im Vergleich zur vorangegangenen Abgeordnetenhauswahl netto am meisten Wähler an die Grünen (18.000), an die Piraten (14.000) und an die CDU (12.000).
Im Gegensatz zu den meisten anderen Parteien erreichte die SPD im West- und Ostteil der Stadt nahezu das gleiche Ergebnis (West-Berlin: 28,0 Prozent, Ost-Berlin: 28,8 Prozent). Auch nach Bezirken gab es keine extremen Abweichungen; den höchsten Zweitstimmenanteil erreichte die SPD in Spandau mit 31,7 Prozent, den niedrigsten in Friedrichshain-Kreuzberg mit 23,9 Prozent. Nach Tätigkeitsgruppen wurde die SPD am meisten von Rentnern (35 Prozent) und am wenigsten von Selbständigen (16 Prozent) gewählt. Die SPD wurde am häufigsten von Personen mit Hauptschulabschluss (34 Prozent) und am wenigsten von Personen mit Hochschulabschluss (24 Prozent) gewählt, das heißt, es bestand eine negative Abhängigkeit zwischen der Schulbildung und der Wahl der SPD.

### CDU
Die CDU konnte dank leichter Zugewinne einen Stimmenanteil von 23,4 Prozent erreichen. Es handelt sich dennoch um das nach 2006 historisch zweitschlechteste Ergebnis bei einer Berliner Abgeordnetenhauswahl. Dies wurde von Wahlforschern unter anderem mit der mangelnden Beliebtheit des Spitzenkandidaten Frank Henkel begründet. Nur 14 Prozent hielten ihn für den sympathischsten Kandidaten und lediglich 11 Prozent fanden, dass er besser zu Berlin passe als seine Mitbewerber. Bei den Fragen nach der Glaubwürdigkeit und dem größten Sachverstand erhielt Henkel mit jeweils 9 Prozent von allen Kandidaten die niedrigsten Werte. 53 Prozent der Wahlberechtigten sagten, dass Henkel nicht das Format habe, Regierender Bürgermeister zu werden, nur 28 Prozent waren mit seiner politischen Arbeit zufrieden. Jedoch wurde auch der Partei selbst eine geringe Kompetenz zugesprochen. Die Wahlberechtigten meinten zu 64 Prozent, dass die CDU die Interessen der Arbeitnehmer vernachlässige und zu 58 Prozent, dass sie nicht mehr für Sicherheit und Wohlstand sorge. Nur 36 Prozent sagten, dass die CDU Verantwortung übernehmen könne. Bei nahezu allen wahlentscheidenden Themen wurden der SPD höhere Werte zugesprochen, einzig beim Thema Kriminalitätsbekämpfung lag die CDU vorne. Zudem war das Ansehen der schwarz-gelben Koalition im Bund eher eine Belastung für den Wahlkampf der Landes-CDU. So meinten 67 Prozent, dass die Bundesregierung angesichts der Krise den Überblick verloren habe, und eine Mehrheit von 55 Prozent hielt die CDU für zerstritten. Die CDU gewann im Vergleich zur Vorwahl netto am meisten Wähler von der FDP (30.000) und von der SPD (12.000).
Die Stimmenanteile der CDU sind nach Regionen sehr unterschiedlich. Im Westen der Stadt wurden die Christdemokraten mit 29,5 Prozent stärkste Kraft, während sie im Osten mit 14,2 Prozent nur den dritten Platz belegten. Nach Bezirken erreichte die CDU den höchsten Zweitstimmenanteil in Reinickendorf mit 38,4 Prozent, den niedrigsten in Friedrichshain-Kreuzberg mit 8,4 Prozent, womit sie dort nur fünftstärkste Partei noch hinter den Piraten wurden. Die CDU wurde besonders häufig in Gegenden mit einem niedrigen Anteil an wahlberechtigten Arbeitslosengeld-II-Empfängern und in guten Wohnlagen gewählt. Nach Tätigkeitsgruppen wurde die CDU am meisten von Rentnern (31 Prozent) und am wenigsten von Arbeitslosen (10 Prozent) gewählt. Die CDU wurde am häufigsten von Personen mit Hauptschulabschluss (32 Prozent) und am wenigsten von Personen mit Hochschulabschluss (18 Prozent) gewählt, das heißt, es bestand eine negative Abhängigkeit zwischen der Schulbildung und der Wahl der CDU.

### Grüne
Bündnis 90/Die Grünen erreichten mit einem kräftigen Zugewinn von 4,5 Prozentpunkten einen Stimmenanteil von 17,6 Prozent und damit ihr historisch bestes Ergebnis in Berlin. Die Partei verzeichnete somit bei jeder Wahl zu einem deutschen Landesparlament in den Jahren 2009, 2010 und 2011 Stimmenzuwächse. Dennoch verfehlten die Grünen in Berlin deutlich ihr erklärtes Wahlziel, stärkste Partei zu werden und mit ihrer Spitzenkandidatin Renate Künast die Regierende Bürgermeisterin stellen zu können. Im April 2011 hatten Wahlumfragen die Grünen noch als stärkste Partei vor der SPD gesehen, ab August fielen sie jedoch sogar wieder hinter die CDU zurück.
Dass die Grünen hinter ihren Erwartungen zurückblieben, wurde unter anderem auf die Spitzenkandidatin Künast zurückgeführt. Nur 10 Prozent hielten sie für die sympathischste Kandidatin, und gerade einmal 6 Prozent fanden, dass sie besser zu Berlin passe als ihre Mitbewerber. Damit erhielt sie noch schlechtere Werte als der CDU-Kandidat Henkel. 54 Prozent der Wahlberechtigten waren der Auffassung, dass die Grünen mit Künast die falsche Kandidatin aufgestellt hätten, nur 43 Prozent waren mit ihrer politischen Arbeit zufrieden. 53 Prozent sagten, dass die Grünen ihre Siegchancen durch einen schlechten Wahlkampf verspielt hätten. Mit einem Wert von +0,6 auf einer Skala von −5 bis +5 erhielten die Grünen als einzige Partei neben der SPD (+1,6) einen positiven Wert. Deshalb fand auch eine Koalition aus diesen beiden Parteien in der Bevölkerung mit 58 Prozent die meiste Zustimmung, verglichen mit einer Großen Koalition (35 Prozent) und der bisherigen rot-roten Regierung (32 Prozent). Dass eine Regierungsbeteiligung gut wäre, sagten sogar 71 Prozent aller befragten Wahlberechtigten. Bei der Frage, welche Partei sich tatsächlich zu allen ihren Zielen bekenne, erreichten die Grünen mit 50 Prozent die höchste Zustimmung.
Bei den Grünen gab es deutliche Wählerwanderungen. So gewann die Partei im Vergleich zur Vorwahl netto 18.000 Stimmen von der SPD und 9.000 aus dem Lager der Nichtwähler. Gleichzeitig verloren die Grünen jedoch 17.000 Stimmen an die Piraten; als Hauptgrund hierfür gilt, dass die Grünen mittlerweile als etabliert und angepasst gelten, sodass die Piraten die Rolle als neue linke Protestpartei übernehmen konnten.
In 11 der 78 Wahlkreise, die alle im Zentrum Berlins liegen, wurden die Grünen stärkste Partei. Nach Bezirken hatten die Grünen mit 30,2 Prozent ihr bestes Ergebnis in Friedrichshain-Kreuzberg, hingegen erreichten sie in Marzahn-Hellersdorf mit 5,6 Prozent sogar weniger Stimmen als die Piraten. Bei den unter 45-Jährigen wurden die Grünen sowohl im West- als auch im Ostteil der Stadt zweitstärkste Partei und lagen in dieser Altersgruppe damit deutlich vor der CDU. Bei den 30- bis 44-Jährigen wurden die Grünen in West-Berlin mit 29 Prozent sogar stärkste Partei. Die Grünen wurden besonders häufig in Gegenden mit einem hohen Ausländeranteil sowie in guten Wohnlagen gewählt. Nach Tätigkeitsgruppen wurden die Grünen am meisten von Selbständigen (24 Prozent) und am wenigsten von Arbeitern und Rentnern (jeweils 9 Prozent) gewählt. Die Grünen wurden am häufigsten von Personen mit Hochschulabschluss (28 Prozent) und am wenigsten von Personen mit Hauptschulabschluss (8 Prozent) gewählt, das heißt, es bestand eine positive Abhängigkeit zwischen der Schulbildung und der Wahl der Grünen.

### Die Linke
Nachdem Die Linke bereits bei der Wahl 2006 dramatische Stimmenverluste erlitten hatte, verlor sie nun nochmals 1,7 Prozentpunkte und erreichte mit nur noch 11,7 Prozent der Zweitstimmen ihr schlechtestes Ergebnis seit 1990. Wegen der Verluste beider Parteien konnte die Koalition aus SPD und Linke nach zwei Wahlperioden nicht mehr fortgeführt werden. Die Stimmenverluste der Linken wurden unter anderem mit der anhaltenden Uneinigkeit auf Bundesebene begründet; so waren 70 Prozent der Wahlberechtigten der Auffassung, dass Die Linke zu zerstritten sei, um ernsthaft Politik mitgestalten zu können. 71 Prozent sagten, dass sich die Linke noch nicht richtig von ihrer SED-Vergangenheit gelöst habe. Zudem erhielt Die Linke in der Landespolitik von den vier großen Parteien die mit Abstand schlechtesten Kompetenzwerte zugesprochen; allein im Sozialbereich erreichte Die Linke weit hinter der SPD einen ähnlichen Wert wie CDU und Grüne. 57 Prozent meinten, dass Die Linke während der Regierungszeit in Berlin viele ihrer Prinzipien aufgegeben hätte. Selbst unter den Wählern der Linkspartei waren nur 46 Prozent mit der Arbeit des Berliner Senats zufrieden. Auch der Spitzenkandidat Harald Wolf konnte das Ergebnis der Linken nicht verbessern, nur 35 Prozent waren mit seiner politischen Arbeit zufrieden. Die Linke verlor im Vergleich zur Vorwahl mit Abstand die meisten Wähler an die Piratenpartei (13.000).
Die Linke wird traditionell hauptsächlich im Osten der Stadt gewählt, wo sie mit einem Stimmenanteil von 22,6 Prozent dennoch deutliche Verluste von 5,5 Prozentpunkten hinnehmen musste und somit ihr schlechtestes Ergebnis einfuhr. In West-Berlin blieb die Linke mit einem Ergebnis von 4,3 Prozent auf relativ niedrigem Niveau stabil. Nach Bezirken erreichte Die Linke ihr bestes Ergebnis in Lichtenberg mit 29,0 Prozent und ihr niedrigstes Ergebnis in Steglitz-Zehlendorf mit 3,0 Prozent. Nach Tätigkeitsgruppen wurde Die Linke am meisten von Arbeitslosen (16 Prozent) und am wenigsten von Angestellten (10 Prozent) gewählt.

### Piraten
Die neu angetretene Piratenpartei kam auf 8,9 Prozent der Stimmen und schaffte damit erstmals den Einzug in ein deutsches Landesparlament. Auch schon bei der Bundestagswahl 2009 hatte die Piratenpartei in Berlin mit 3,4 Prozent das beste Länderergebnis erzielt. Die Piraten profitierten bei der Abgeordnetenhauswahl vor allem von der Unzufriedenheit mit den etablierten Parteien, da sowohl die Arbeit der Berliner Regierungsparteien als auch der Opposition von vielen Wählern als nicht überzeugend empfunden wurde. So sind die Piraten aus Sicht von 80 Prozent der Befragten aus Unzufriedenheit mit den anderen Parteien und nur für 10 Prozent wegen der Inhalte gewählt worden. Dementsprechend werden die Piraten vor allem als Protestpartei angesehen; so stimmten 59 Prozent zu, dass sie gewählt wurden, um anderen Parteien einen Denkzettel zu verpassen. Immerhin 38 Prozent aller befragten Wahlberechtigten waren der Auffassung, dass die Piraten im Abgeordnetenhaus vertreten sein sollten. 86 Prozent sagten, dass die Piraten eine Alternative für diejenigen seien, die sonst gar nicht wählen würden. Zudem traf die Partei in einer progressiven und politisch eher links geprägten Großstadt wie Berlin auf eine optimale Wählerstruktur. So konnte die Piratenpartei auch am meisten Wähler von den übrigen linken Parteien (Grüne 17.000, SPD 14.000, Linke 13.000) sowie von den vormaligen Nichtwählern (23.000) gewinnen. 93 Prozent meinten, dass die Piraten dafür sorgten, dass endlich auch die Jüngeren etwas zu sagen haben. 51 Prozent waren der Auffassung, dass sich die Piraten als einzige Partei für die Freiheit des Einzelnen einsetze. Von den Wählern der Piraten hielten 55 Prozent den Datenschutz und 42 Prozent eine transparentere Verwaltung für die Kompetenzen ihrer Partei. Von allen Wahlberechtigten erhielt die Piratenpartei jedoch ebenso wie die FDP nur sehr geringe Kompetenzwerte zugesprochen.
Die Piraten wurden etwas häufiger im Osten (10,1 Prozent) als im Westen (8,1 Prozent) der Stadt gewählt. Bei den unter 30-Jährigen in Ost-Berlin wurden die Piraten mit 20 Prozent sogar zweitstärkste Partei. Nach Bezirken erreichten sie den höchsten Zweitstimmenanteil in Friedrichshain-Kreuzberg mit 14,7 Prozent und lagen dort noch vor der CDU, den niedrigsten in Steglitz-Zehlendorf mit 6,4 Prozent. Die Piratenpartei wurde häufig in Gegenden mit einem hohen Anteil an wahlberechtigten Arbeitslosengeld-II-Empfängern und in einfachen Wohnlagen gewählt. Am meisten Stimmen erhielten die Piraten von männlichen Erstwählern mit 21 Prozent. Nach Tätigkeitsgruppen wurde die Piratenpartei am meisten von Selbständigen (14 Prozent) und am wenigsten von Rentnern (3 Prozent) gewählt.

### FDP
Die FDP erreichte mit nur noch 1,8 Prozent der Stimmen ihr historisch schlechtestes Ergebnis in Berlin und verfehlte deutlich den Wiedereinzug ins Abgeordnetenhaus. Die Freien Demokraten verloren mehr als drei Viertel ihres Stimmenanteils, nachdem sie 2006 noch bei 7,6 Prozent lagen. Die Partei musste damit bei der sechsten Wahl zu einem deutschen Landesparlament in Folge dramatische Verluste hinnehmen. Die Berliner Wahl zeigte erneut die schwere Krise auf, in der sich die FDP befand, was weitere Diskussionen über die Rolle der Bundes-FDP zur Folge hatte.
Die Gründe für die dramatischen Verluste sehen Wahlforscher darin, dass sich die Landes-FDP nicht gegen den sehr schlechten Bundestrend behaupten konnte, da die meisten Wähler mit der Arbeit der schwarz-gelben Koalition auf Bundesebene unzufrieden waren. Nur 14 Prozent der wahlberechtigten Berliner stimmten zu, dass die Bundes-FDP mit ihrer neuen Führung auf dem richtigen Weg sei. Die große Mehrheit der Wahlberechtigten meinte hingegen, dass der FDP gute Politiker an der Spitze fehlten (83 Prozent) und dass sie zu zerstritten sei, um ernsthaft Politik mitgestalten zu können (75 Prozent). Bei der Frage, welche Partei sich tatsächlich zu allen ihren Zielen bekenne, erreichte die FDP mit 21 Prozent die geringste Zustimmung. 65 Prozent waren der Auffassung, dass die FDP in Berlin nicht gebraucht werde. Tatsächlich erhält die FDP generell niedrige Ergebnisse, wenn es keine realistische Aussicht auf eine Koalitionsbeteiligung gibt. Bei der Bewertung der Parteien erhielt die FDP mit −2,4 auf einer Skala von −5 bis +5 von allen Parteien den mit Abstand schlechtesten Wert. Auch der Spitzenkandidat Christoph Meyer konnte nicht zur Verbesserung des Wahlergebnisses beitragen, da nur 4 Prozent der Wahlberechtigten mit seiner politischen Arbeit zufrieden waren. Entgegen Medienberichten hatte die von der FDP angestoßene Diskussion über eine Insolvenz Griechenlands laut Wahlforschern jedoch keine nennenswerte Auswirkung auf das Wahlergebnis, da die Wähler der FDP in dieser Sachfrage ohnehin von allen Parteien die geringste Kompetenz zuerkannten. Die FDP verlor im Vergleich zur Vorwahl netto am meisten Wähler an die CDU (30.000) und an das Lager der Nichtwähler (14.000). Dabei erlitt die FDP in allen Wählergruppen massive Stimmenverluste und verfehlte sogar bei den Selbständigen, bei denen sie mit 3 Prozent ihren höchsten Stimmenanteil erreichte, klar die Fünf-Prozent-Hürde.

### Wahlbeteiligung
Die Wahlbeteiligung stieg auf 60,2 Prozent (+ 2,2). Es handelt sich dennoch um den nach 2006 historisch niedrigsten Wert bei einer Berliner Abgeordnetenhauswahl. Die Wahlbeteiligung lag im Westen der Stadt mit 61,9 Prozent (+ 0,8) etwas höher als im Osten mit 57,8 Prozent (+ 4,0). Nach Bezirken war die höchste Wahlbeteiligung in Steglitz-Zehlendorf (69,8 Prozent) und die niedrigste in Marzahn-Hellersdorf (51,0 Prozent).

## Trivia
Auf der Liste der DKP trat Heinz Keßler an. Keßler war zum Zeitpunkt der Wahl das letzte lebende Mitglied der ersten Stadtverordnetenversammlung von Berlin 1946–1948, damals Mitglied der SED.